# Авиация в Антарктиде

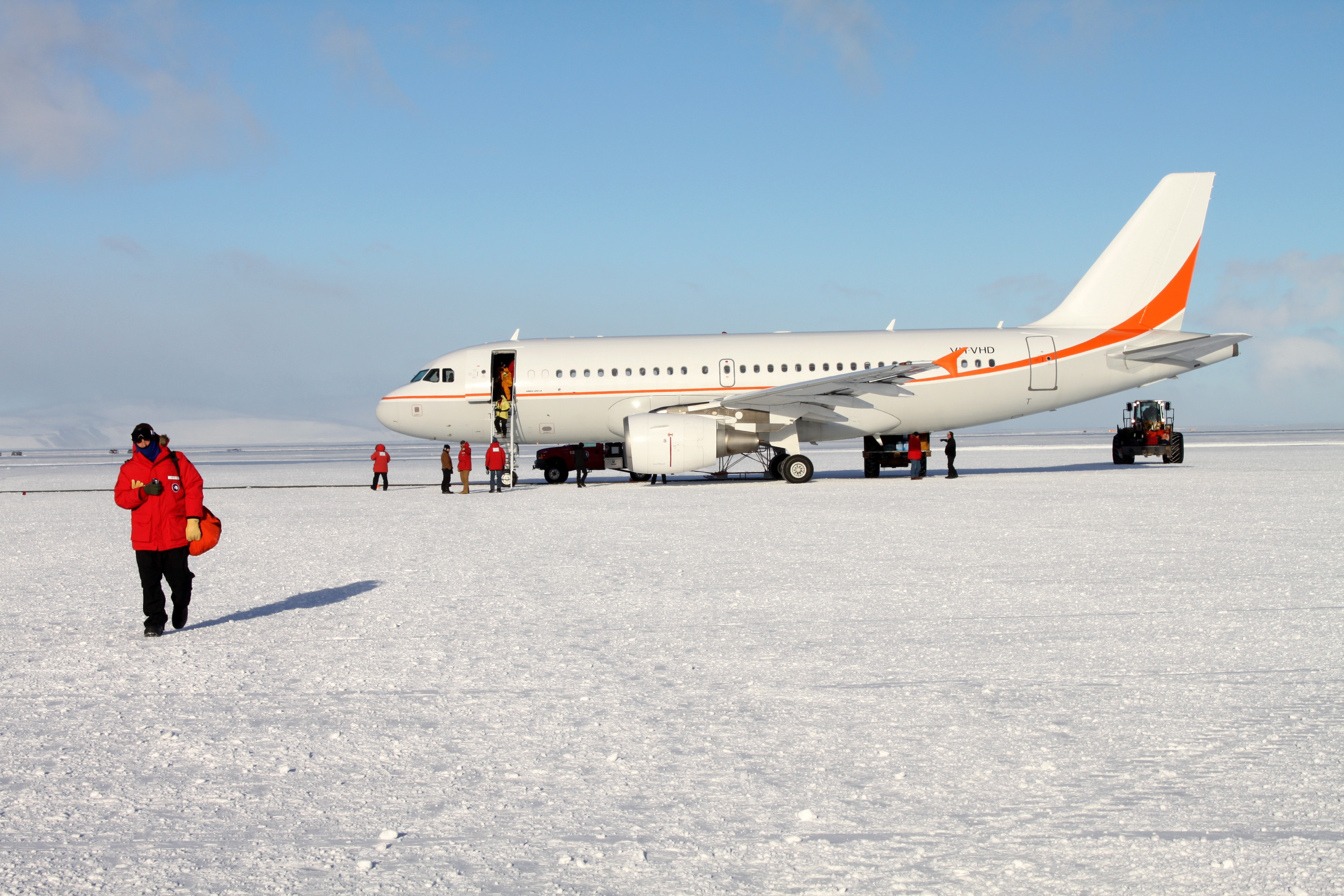
A319 в Антарктиде, 2010 год.

Авиация в Антарктиде — использование воздушных судов для полётов в Антарктиду и внутри этого континента.
Регулярное коммерческое авиационное сообщение с Антарктидой отсутствует. Полёты туда выполняются гражданскими или военными самолётами, зафрахтованными правительствами, исследовательскими организациями и туристическими операторами. В Антарктиде нет взлётно-посадочных полос (ВПП) с твёрдым покрытием, поэтому самолёты с обычным шасси могут использовать только так называемые ВПП на голубом льду — на участках ледяного щита Антарктиды, которые получили название зон голубого льда, где снег интенсивно тает летом или сдувается приземными ветрами. В прочих местах могут использоваться лишь самолёты с лыжными шасси.

## Авиация в Антарктиде в первой половине XX века
В 1928 году одномоторный моноплан Lockheed Vega, пилотируемый американским лётчиком Хьюбертом Уилкинсом, руководителем британской воздушной экспедиции, стал первым самолётом, совершившим полёт над Антарктидой, пролетев с острова Десепшен вдоль восточной кромки горного хребта над Антарктическим полуостровом. 
Fokker Super Universal Virginia, пилотируемый Ричардом Бэрдом, был первым самолётом, приземлившимся на материковой части Антарктиды во время первой антарктической экспедиции Бэрда в 1928—1930 годах. Тогда же Бэрд впервые в истории пролетел над Южным полюсом 29 ноября 1929 года.
Но самолёты 1930-х годов были плохо приспособлены для работы в Антарктиде, так как имели фанерный фюзеляж, открытую или негерметичную кабину, маломощный мотор. 
После Второй мировой войны весомую роль в проведении геологоразведочных работ в Антарктике начала играть военная авиация. В ходе операции «Highjump», проводившейся под руководством Бэрда, самолёты ВМС США были использованы для составления подробных карт значительной части Антарктиды. В ходе экспедиции авиацией было изучено более 700 000 квадратных миль ранее неисследованных территорий.

## Авиация в Антарктиде в 1950-е — 1980-е годы
Международный геофизический год (МГГ) в 1957—1958 годах ознаменовался значимым периодом научных исследований в Антарктике. Воздушные суда, в том числе самолёты, оснащённые лыжными шасси, использовались для аэрофотосъёмки и транспортировки учёных. В этот период в антарктической авиации стали активно участвовать Королевские военно-воздушные силы Новой Зеландии. 
В отряд первой советской Комплексной антарктической экспедиции (КАЭ) входили лётчики, уже имевшие опыт полётов в Арктике. Авиационный отряд Первой КАЭ, включавший два самолёта Ли-2, самолет Ил-12, самолёт Ан-2, два вертолёта Ми-4 и 21 авиатора, возглавлял Иван Черевичный. 24 февраля 1956 года со взлётно-посадочной полосы станции «Мирный» взлетел самолёт Ил-12 и направился в глубь материка, чтобы исследовать район, в котором планировалось создать станцию «Восток». Самолёт вёл Иван Черевичный, на борту самолёта был глава Первой КАЭ Михаил Сомов.
Во время Второй КАЭ был выполнен огромный объём лётных работ, связанных с аэрофотосъёмкой, а также созданием и обеспечением внутриконтинентальных станций «Комсомольская», «Восток-1» и «Восток». С 12 декабря 1956 года по 31 декабря 1957 года советские лётчики на самолётах и вертолётах налетали над Антарктидой 3408 часов, перевезли в общей сложности 804 т грузов. Во время Третьей КАЭ советские лётчики  впервые пролетели над пятью полюсами Антарктиды (Южным географическим, Полюсом относительной недоступности, южным геомагнитным, Полюсом холода и южным магнитным) и на трёх из них совершили посадки. 27 июня 1957 года впервые антарктической зимой на станцию «Восток-1» был совершён полёт самолёта Ли-2 с посадкой (командир Б.А. Миньков). В декабре 1958 года советский экипаж Ли-2 во главе с Виктором Перовым спас бельгийских полярников, чей самолёт потерпел аварию в Антарктиде (в их числе был принц Антуан де Линь).
В 1960-е — 1970-е годы программы антарктических исследований получили широкое развитие. Различные государства создали исследовательские станции в Антарктике, что привело к увеличению потребности в помощи авиации. 
В 1962 году был испытан арктический вариант самолёта Ил-14П с убирающимся лыжным шасси, и именно Ил-14 на долгие годы (вплоть до 1990 года) стал основным советским самолётом, использовавшимся в Антарктиде. Ему не были страшны ни разреженный воздух над центральными районами континента, ни морозы до 70 градусов Цельсия, ни сильное обледенение.
В 1961 году было принято решение об использовании в Антарктиде самолётов Ан-12 (командир А. С. Поляков) и Ил-18 (командир Б. С. Осипов). 15-25 декабря 1961 года самолёты Ил-18В и Ан-12 совершили перелёт по маршруту Москва — Ташкент — Дели — Рангун — Джакарта — Дарвин — Сидней — Крайстчерч — «Мак Мердо» — оазис Бангера — «Мирный» («восточный маршрут»). Ан-12 и Ил-18В стали использовать не только для доставки полярников, грузов и оборудования в Антарктиду, но и для исследовательских полетов в центральной части Антарктиды. 

## Советская и российская авиация в Антарктиде с 1980-х годов

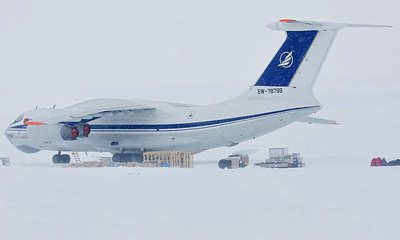
Ил-76 на Земле Королевы Мод, 2012 год.

10 февраля 1980 года Ил-18Д впервые прилетел из Москвы в Антарктиду по новому маршруту — через Одессу, Каир, Аден и Мапуту. Этот маршрут, который получил название «центральный», был почти вдвое короче «восточного».
С 1986 года начались полёты в Антарктиду тяжелых самолётов Ил-76ТД. Для их приёма на склонах горы Вечерняя, в 12 км от станции «Молодежная», построили новую ВПП: слой за слоем с помощью специальных дорожных машин оплавляли снег и тут же его укатывали. 
Плановые полёты самолётов Ил-76 в Антарктиду продолжались до 1991 года. С 2001 года возобновились полёты российских самолётов Ил-76 в Антарктиду в рамках международного проекта DROMLAN. С 2005 года начались полёты с доставкой грузов парашютным способом.

## Американская военная авиация в Антарктиде

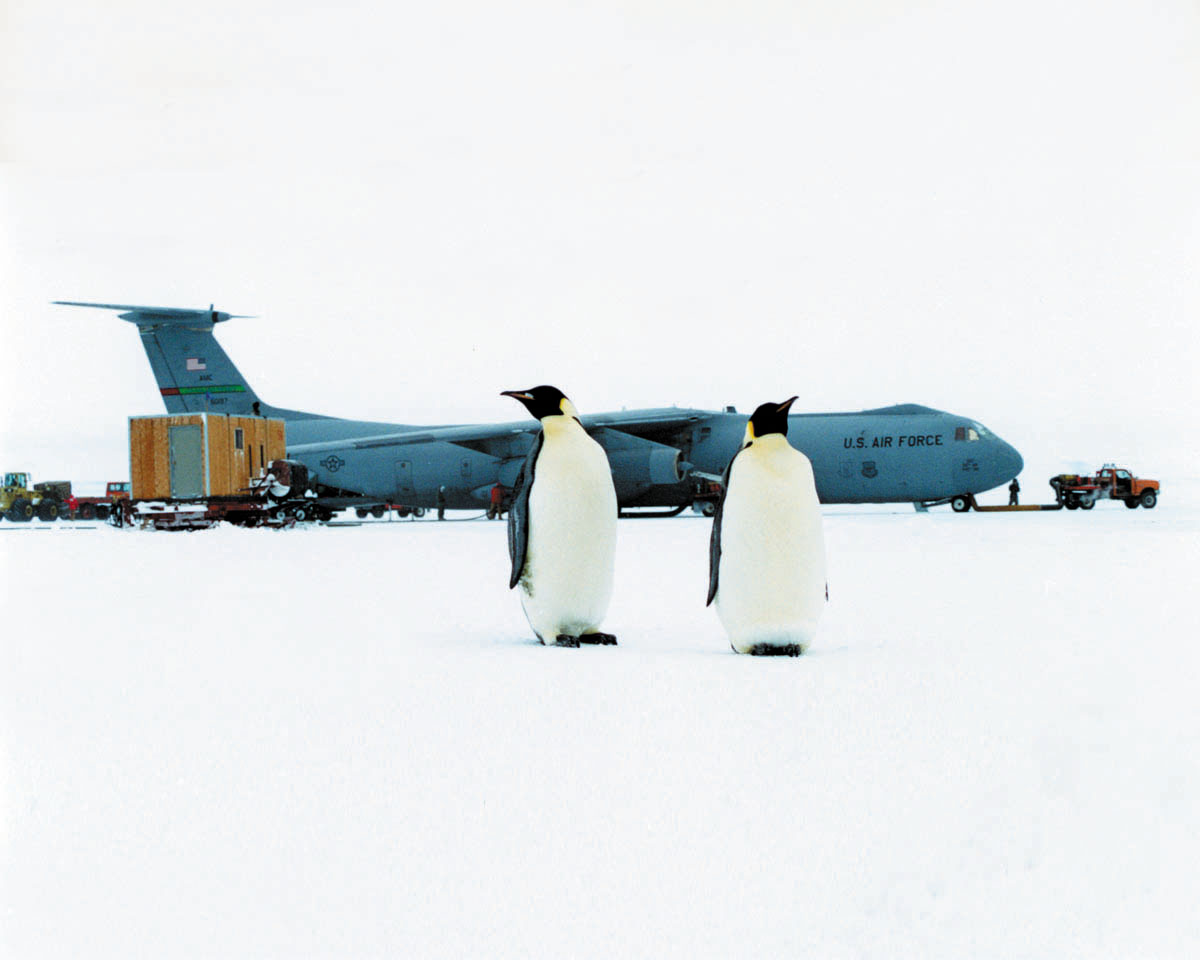
Пингвины на фоне самолёта C-141 Starlifter, 1997 год.

С 1957 года полёты на американские станции в Антарктиде осуществляют ВВС США в рамках операции «Глубокая заморозка». Полёты выполняет 109-е транспортное авиакрыло ВВС Национальной гвардии штата Нью-Йорк. Для доставки грузов на станцию «Мак Мердо» используются тяжёлые самолёты Boeing C-17 Globemaster III, а для полётов на станцию «Амундсен-Скотт» на Южном полюсе используются самолёты Lockheed C-130 Hercules с лыжным шасси.

## Коммерческие перевозки туристов
Первым коммерческим пассажирским реактивным самолетом, приземлившимся в Антарктиде, стал в 2007 году Airbus A319 Антарктического управления Австралии. 12 ноября 2019 года Boeing 767 британской компании Titan Airways стал первым широкофюзеляжным самолетом, приземлившимся в Антарктиде. Он совершил шесть рейсов между Кейптауном и российской станцией «Новолазаревская», приземляясь на трехкилометровую ВПП на голубом льду. 29 ноября 2023 года посадку в Антарктиде совершил пассажирский самолёт Boeing 787 Dreamliner норвежской компании Norse Atlantic Airways.
Туристы могут прибыть в лагерь «Ледник Юнион» на Земле Элсуэрта на российских Ил-76, а затем совершить оттуда полёт на Южный полюс на De Havilland Canada DHC-6 Twin Otter или Basler BT-67 с лыжным шасси.
Однако, например, в 2016-17 годах лишь 10% посетителей Антарктиды прибывали туда по воздуху, а остальные 90% прибывали на судах. Более дёшевы туристические пролёты над Антарктидой на Boeing 747 из Австралии.